# Grallipeza pallidefasciata
Grallipeza pallidefasciata är en tvåvingeart som beskrevs av Macquart 1855. Grallipeza pallidefasciata ingår i släktet Grallipeza och familjen skridflugor. Inga underarter finns listade i Catalogue of Life.